# Ida Bobach

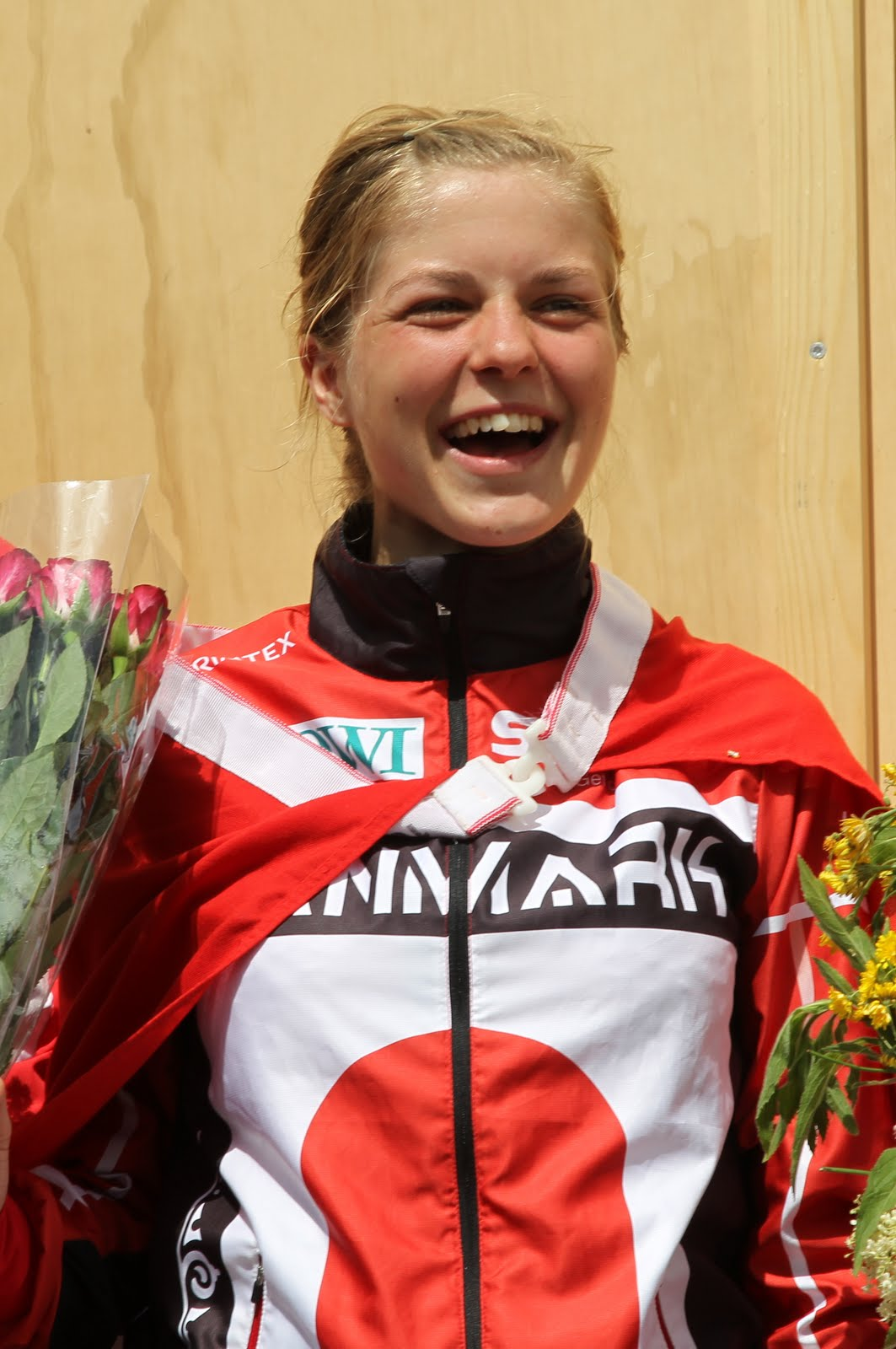
Ida Bobach bei der Junioren-Weltmeisterschaft 2010

Ida Bobach (* 30. Juli 1991 in Silkeborg) ist eine dänische Orientierungsläuferin. Bei den Junioren-Weltmeisterschaften 2009, 2010 und 2011 gewann sie insgesamt sieben Gold-, zwei Silber- und drei Bronzemedaillen.
Bobach nahm 2006 in Litauen erstmals an Junioren-Weltmeisterschaften teil und konnte auf der Mitteldistanz mit Rang 20 ihr bestes Resultat erzielen. Auch im Folgejahr blieb sie noch im Mittelfeld, wobei die Konkurrenz teilweise mehrere Jahre älter war als sie. 2008 nominierte man Bobach erstmals für die dänische Junioren-Staffel, mit der sie in Göteborg die Silbermedaille gewann. Der Durchbruch gelang Bobach schließlich im Jahr 2009. Im italienischen Primiero gewann sie den Langdistanz-Wettbewerb, außerdem gewann sie Silber im Sprint und Bronze mit der Staffel und über die Mitteldistanz. Ein Jahr später bei der Nachwuchs-Weltmeisterschaft im dänischen Aalborg ging sie im Sprint und mit der Staffel sowie über die Langdistanz an den Start. Dabei gelang ihr das Kunststück, in allen Wettbewerben die Goldmedaille zu gewinnen. Auch 2011 kehrte sie aus Polen mit drei Goldmedaillen in den Einzeldisziplinen zurück, mit der Staffel gewann sie Bronze.
Bei den Weltmeisterschaften 2011 der Aktiven in Frankreich gewann sie auf der Mitteldistanz die Silbermedaille hinter der Schwedin Helena Jansson. Ein Jahr später wurde sie hinter der Finnin Minna Kauppi, der Schwedin Tove Alexandersson und der Russin Tatjana Rjabkina Mitteldistanzvierte. Bei den Europameisterschaften in Schweden im selben Jahr verpasste sie in der dänischen Staffel mit Emma Klingenberg und Maja Møller Alm als Vierte eine Medaille.
Bobach lief bis 2012 international für den schwedischen Klub Ulricehamns OK, mit dem sie 2009 beim Venla-Staffellauf in Finnland gewann. Mit dem dänischen Spitzenklub OK Pan Århus gewann sie 2013 und 2014 die Venla und 2014 die Tiomila.

## Platzierungen
| | Weltmeisterschaften | Weltmeisterschaften | Weltmeisterschaften | Weltmeisterschaften | Europameisterschaften | Europameisterschaften | Europameisterschaften | Europameisterschaften | World Games | World Games | World Games | Nord. Meisterschaften | Nord. Meisterschaften | Nord. Meisterschaften | Nord. Meisterschaften | Nat. Meisterschaften | Nat. Meisterschaften | Nat. Meisterschaften | Nat. Meisterschaften | GWC |
| Jahr | Sp                  | MD                  | LD                  | St                  | Sp                    | MD                    | LD                    | St                    | Sp          | MD          | St          | Sp                    | MD                    | LD                    | St                    | Sp                   | MD                   | LD                   | St                   | GWC |
| --- | ------------------- | ------------------- | ------------------- | ------------------- | --------------------- | --------------------- | --------------------- | --------------------- | ----------- | ----------- | ----------- | --------------------- | --------------------- | --------------------- | --------------------- | -------------------- | -------------------- | -------------------- | -------------------- | --- |
| 2010 |                     | 13.                 |                     | 5.                  |                       |                       |                       |                       |             |             |             |                       |                       |                       |                       |                      |                      |                      |                      |     |
| 2011 | 21.                 | 2.                  |                     | 5.                  |                       |                       |                       |                       |             |             |             |                       |                       |                       |                       |                      |                      |                      |                      |     |
| 2012 |                     | 4.                  | 8.                  | 6.                  |                       | 18.                   | 12.                   | 4.                    |             |             |             |                       |                       |                       |                       |                      |                      |                      |                      | 9.  |
| 2013 |                     | 11.                 | 11.                 | 7.                  |                       |                       |                       |                       |             |             |             |                       |                       |                       |                       |                      |                      |                      |                      | 4.  |
| Erklärung: GWC = Gesamt-Weltcup / Sp = Sprint, KD = Kurzdistanz, MD = Mitteldistanz, LD = Langdistanz, Kl = Klassische Distanz, E = Einzelwettbewerb , St = Staffel, N = Nacht-OL |                     |                     |                     |                     |                       |                       |                       |                       |             |             |             |                       |                       |                       |                       |                      |                      |                      |                      |     |